# Al-Atabat Al-Aliyat
 (juillet 2025).
Le contenu est difficilement compréhensible vu les erreurs de traduction, qui sont peut-être dues à l'utilisation d'un logiciel de traduction automatique.
 (octobre 2020).
Al-Atabat Al-Aliyat (arabe : العتبات العالیات) signifie littéralement les seuils sublimes,. Al-Atabat Al-Aliyat, également connu sous le nom d'Al-Atabat Al-Muqaddasa, sont les sanctuaires de six imams chiites qui se trouvent dans quatre villes d'Irak, à savoir Najaf, Karbala, Kadhimiya et Samarra,,; et en fait l'ensemble des sanctuaires (tombes) de ces Imams sont appelés Atabat Aliyat. Les villes mentionnées ont une importance en raison des sanctuaires de ces six imams chiites - qui y ont été enterrés,.

## Najaf
31° 59′ 46″ N, 44° 18′ 51″ E
Najaf est une ville du centre de l'Irak à environ 160 km (environ 100 miles) au sud de Bagdad. Sa population estimée en 2013 était de 1 000 000 personnes.
Najaf (ville) est la capitale du gouvernorat de Najaf. Elle est largement considérée comme la troisième ville la plus sainte de l'islam chiite, la capitale spirituelle du monde chiite et le centre du pouvoir politique chiite en Irak. Le sanctuaire d' Ali ibn Abi Talib est là dans le cadre d'Atabat Aliyat,.

## Karbala
32° 36′ 59″ N, 44° 01′ 57″ E

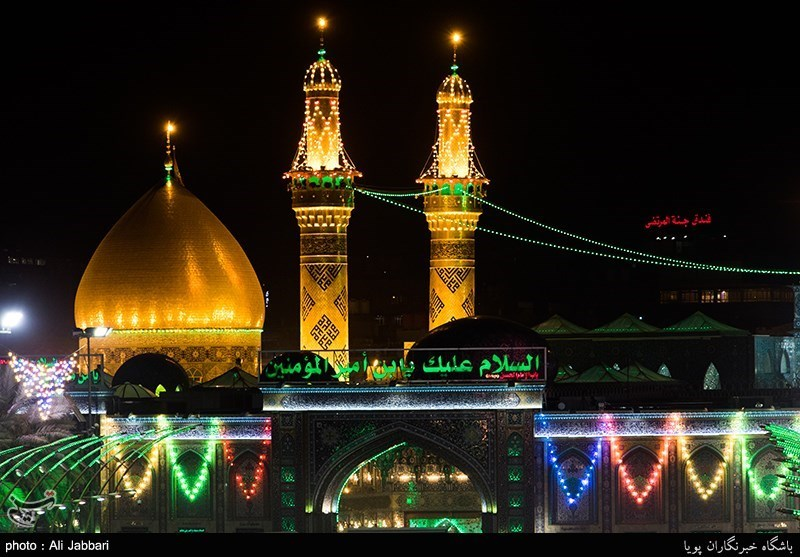
Karbala

Karbala est une ville en Irak,, qui est considérée comme le lieu de l'événement Ashura. Les sanctuaires / tombes les plus importants de Karbala sont liés au sanctuaire de Husayn ibn Ali et Abbas ibn Ali. Il y a aussi les tombes du fils de Husayn (Ali Akbar) et de ses - autres - compagnons dans son sanctuaire. 

## Kadhimiya
33° 22′ 48″ N, 44° 20′ 17″ E

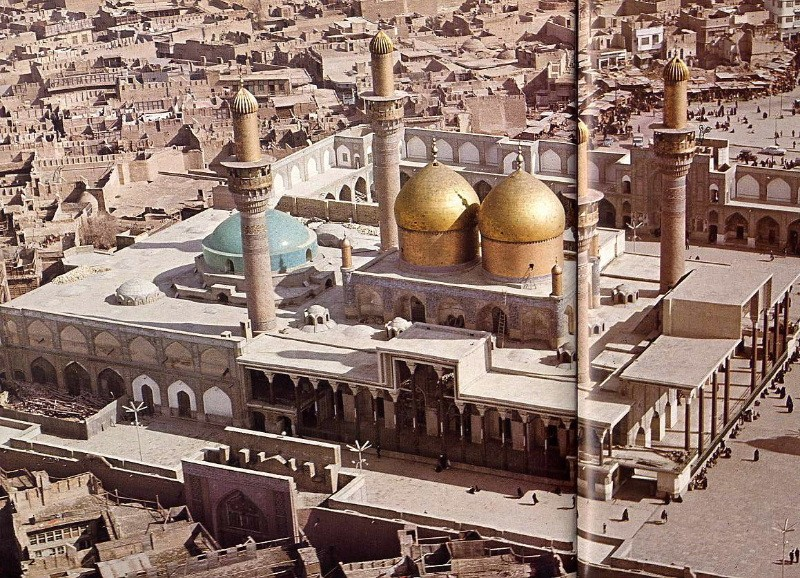
Kadhimiya

Kadhimiyyah ou al-Kazimain est situé sur la rive du Tigre vers Bagdad en tant que capitale de l'Irak. Il y a les sanctuaires de Musa al-Kadhim (le 7ème Imam de l'Islam chiite) et de Muhammad al-Jawad (en tant que 9ème Imam de l'Islam chiite) dans cette ville. 

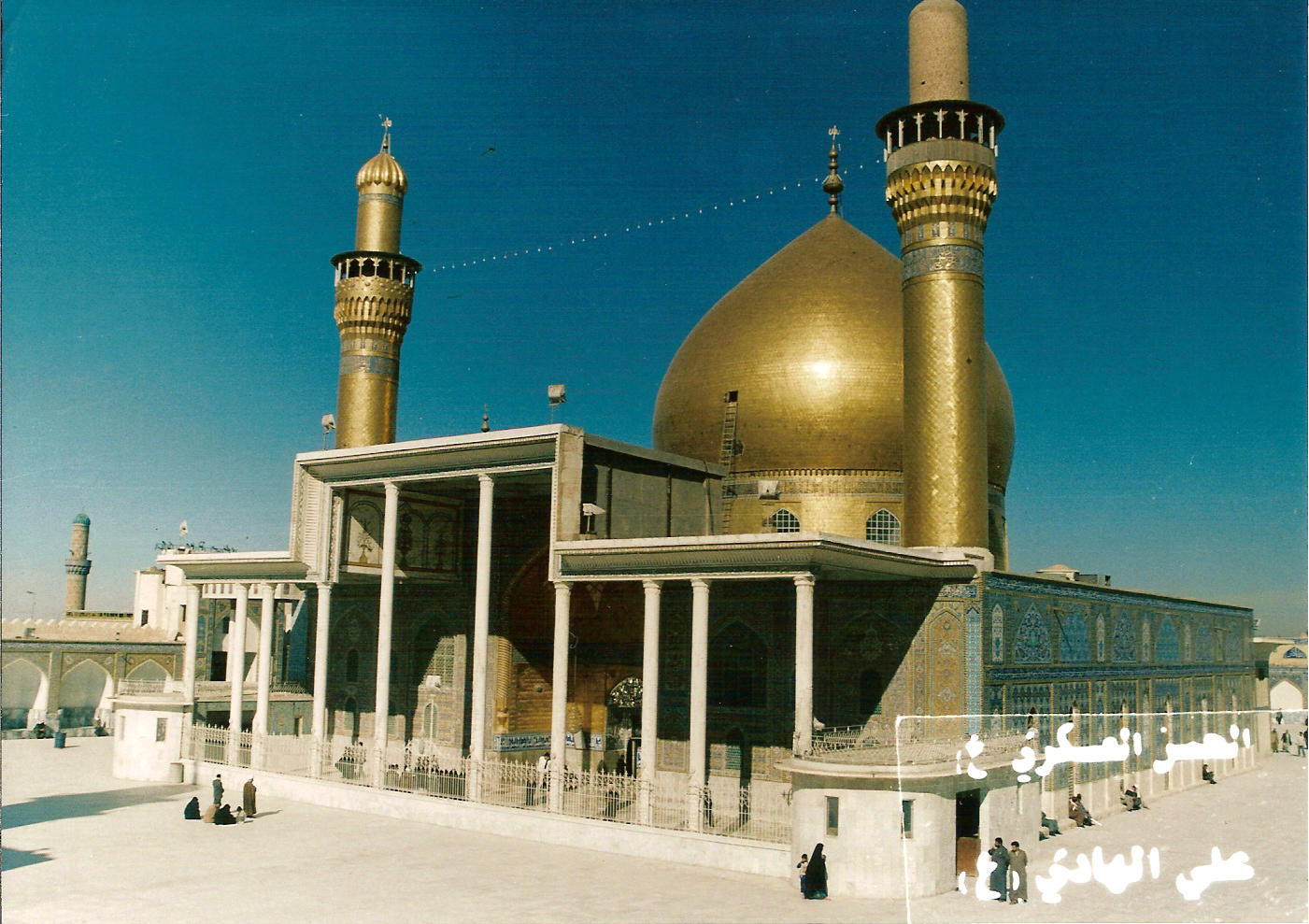
Samarra

## Samarra
34° 11′ 56″ N, 43° 52′ 24″ E
Samarra est une ville d'Irak située au nord de Bagdad. Le dixième Imam de Shia (Al-Hadi) et le onzième Imam de Shia (Hassan Askari) y sont enterrés, et il est considéré comme l'une des destinations d'Atabat Aliyat,.